# 1445 Konkolya
1445 Konkolya је астероид главног астероидног појаса са средњом удаљеношћу од Сунца која износи 3,123 астрономских јединица (АЈ).
Апсолутна магнитуда астероида је 11,84 а геометријски албедо 0,474.